# Kim Ji-yeon
Kim Ji-yeon (kor. 김지연, ur. 12 marca 1988 w Pusan) – koreańska szablistka, dwukrotna medalistka olimpijska i czterokrotna medalistka mistrzostw świata.
Podczas igrzysk olimpijskich w Londynie w 2012 roku zdobyła indywidualnie złoty medal, pokonując w finale Sofię Wielikę 15:9. Na rozgrywanych cztery lata później igrzyskach w Rio de Janeiro była jedenasta indywidualnie i piąta drużynowo. Brała także udział w igrzyskach olimpijskich w Tokio, gdzie Koreanki w składzie: Kim Ji-yeon, Yoon Ji-su, Seo Ji-yeon i Choi Soo-yeon wywalczyły brązowy medal. Indywidualnie była tam dziesiąta.
Na mistrzostwach świata w Lipsku w 2017 roku zdobyła srebrny medal w zawodach drużynowych. Koreanki z Kim w składzie zdobyły także brązowe medale na mistrzostwach świata w Wuxi (2018) i mistrzostwach świata w Budapeszcie (2019). Ponadto Kim wywalczyła brązowy medal indywidualnie na mistrzostwach świata w Budapeszcie (2013), gdzie lepsze były tylko Olha Charłan z Ukrainy i Rosjanka Jekatierina Djaczenko.
Ponadto zdobyła srebro indywidualnie i złoto drużynowo na igrzyskach azjatyckich w Inczon w 2014 roku. Na rozgrywanych cztery lata później igrzyskach azjatyckich w Dżakarcie była trzecia indywidualnie i najlepsza w drużynie.
Dwukrotna brązowa medalistka letniej uniwersjady w Shenzhen (2011).